# ISO 3166-2:PT
I codici ISO 3166-2 per il Portogallo coprono i distretti e le regioni autonome di Azzorre e Madera. Lo scopo dello standard è quello di stabilire una serie di abbreviazioni internazionali dei luoghi da utilizzare per le etichette di spedizione, i contenitori, e, più in generale, ovunque un codice alfanumerico possa essere usato per indicare una località in modo meno ambiguo e più pratico del nome completo.
La prima parte del codice è il codice ISO 3166-1 PT, che identifica il Portogallo, la seconda parte è un codice numerico a due caratteri (con zero iniziale) che identifica i distretti e le regioni autonome. 

## Lista dei codici

### Distretti
| Codice | Distretto        |
| ------ | ---------------- |
| PT-01  | Aveiro           |
| PT-02  | Beja             |
| PT-03  | Braga            |
| PT-04  | Bragança         |
| PT-05  | Castelo Branco   |
| PT-06  | Coimbra          |
| PT-07  | Évora            |
| PT-08  | Faro             |
| PT-09  | Guarda           |
| PT-10  | Leiria           |
| PT-11  | Lisbona          |
| PT-12  | Portalegre       |
| PT-13  | Porto            |
| PT-14  | Santarém         |
| PT-15  | Setúbal          |
| PT-16  | Viana do Castelo |
| PT-17  | Vila Real        |
| PT-18  | Viseu            |

### Regioni autonome
| Codice | Regione |
| ------ | ------- |
| PT-20  | Azzorre |
| PT-30  | Madera  |